# Philip Showalter Hench
Philip Showalter Hench (Pittsburgh, 28 de fevereiro de 1896 — Ocho Rios, Jamaica, 30 de março de 1965) foi um fisiologista estadunidense.
Foi agraciado, junto com Edward Calvin Kendall, com o Nobel de Fisiologia ou Medicina de 1950. Empregou pela primeira vez a cortisona no tratamento da artrite reumatóide.

## Carreira
Hench, juntamente com seu colega de trabalho da Clínica Mayo, Edward Calvin Kendall, e o químico suíço Tadeus Reichstein, recebeu o Prêmio Nobel de Fisiologia ou Medicina em 1950 pela descoberta do hormônio cortisona e sua aplicação no tratamento da artrite reumatóide. O Comitê Nobel concedeu o prêmio pelas "descobertas do trio relacionadas aos hormônios do córtex adrenal, sua estrutura e efeitos biológicos".
Hench recebeu seus estudos de graduação no Lafayette College em Easton, Pensilvânia, e recebeu seu treinamento médico no Corpo Médico do Exército dos Estados Unidos e na Universidade de Pittsburgh. Ele começou a trabalhar na Clínica Mayo em 1923, mais tarde atuando como chefe do Departamento de Reumatologia. Além do Prêmio Nobel, Hench recebeu muitos outros prêmios e homenagens ao longo de sua carreira. Ele também teve um interesse vitalício na história e descoberta da febre amarela.